# Comitato Paralimpico Croato
Il Comitato Paralimpico Croato (in croato Hrvatski paraolimpijski odbor) è un'organizzazione sportiva croata, nata l'8 settembre 1964 a Zagabria sotto il nome di Savez za šport i rekreaciju invalida Hrvatske.